# Enrique Carreras
Pour les articles homonymes, voir Carreras.
Enrique Carreras né le 6 janvier 1925 à Lima (Pérou) mort le 29 août 1995 à Buenos Aires  (Argentine) est un réalisateur de cinéma et de théâtre péruvien - argentin qui a réalisé 97 films. Il remporte le 29 août 1995, le Condor d'argent (Cóndor de Plata en espagnol) prix cinématographique, pour les deux films argentins, Los evadidos et La valija.
Il fut l'un des précurseurs du syndicat de production audiovisuelle des Directeurs Cinématographiques Argentins en 1958.
Entrepreneur de théâtre au début des années 1970, il inaugure le théâtre qui porte son nom à Mar del Plata, et qui après sa mort portera le nom de son épouse Mercedes Carreras. Il aura quatre enfants avec Mercedes : María, Enrique, Marisa et Victoria Carreras.

## Famille
- Sa mère, María Luisa Santés (actrice)
- Son père, Nicolás Carreras (acteur).
- Trois enfants : Enrique et ses deux frères Nicolás et Luis, fondent la société de production Générale du cinéma Belgrano Multiplex. Dans certains cas, Carreras utilise le nom d'Enrique Santés Morello. Il décéde d'un infarctus du myocarde aigu le 29 août 1995.

## Filmographie

### Réalisateur
- 1951 : El mucamo de la niña (es)
- 1952 : Las zapatillas coloradas (es)
- 1953 : ¡Qué noche de casamiento! (es)
- 1953 : Suegra último modelo (es)
- 1953 : Los tres mosquiteros (es)
- 1953 : La tía de Carlitos (es)
- 1953 : La mano que aprieta (es)
- 1954 : Siete gritos en el mar (es)
- 1954 : Somos todos inquilinos (es)
- 1954 : Romeo y Julita (es)
- 1955 : Mi marido hoy duerme en casa (es)
- 1955 : Escuela de sirenas... y tiburones (es)
- 1955 : El fantasma de la opereta (es)
- 1955 : La cigüeña dijo ¡Sí! (es)
- 1955 : Ritmo, amor y picardía (es)
- 1956 : Luces de candilejas (es)
- 1956 : Música, alegría y amor (es)
- 1956 : Pecadora (es)
- 1956 : De noche también se duerme (es)
- 1958 : De Londres llegó un tutor (es)
- 1958 : El ángel de España (es)
- 1958 : El primer beso (es)
- 1959 : Angustias de un secreto (es)
- 1959 : Nubes de humo (es)
- 1960 : Obras maestras del terror (es)
- 1960 : Canción de arrabal (es)
- 1961 : Punto y banca (es) ou Patricia mía
- 1962 : Tres alcobas (es)
- 1962 : El noveno mandamiento (es)
- 1962 : Interpol attaque (es) (Los viciosos)
- 1963 : Hombres y mujeres de blanco (es)
- 1963 : Cuarenta años de novios (es)
- 1963 : El sexto sentido (es)
- 1963 : La mujer de tu prójimo (es)
- 1964 : La industria del matrimonio (es)
- 1964 : Ritmo nuevo, vieja ola (es)
- 1964 : Un viaje al más allá (es)
- 1964 : Los evadidos
- 1964 : El Club del Clan (es)
- 1965 : Los hipócritas (es)
- 1965 : Fiebre de primavera (es)
- 1966 : Del brazo y por la calle (es)
- 1966 : De profesión sospechosos (es)
- 1966 : Mi primera novia
- 1967 : El andador (es)
- 1967 : Ya tiene comisario el pueblo (es)
- 1967 : ¡Esto es alegría! (es)
- 1967 : ¿Quiere casarse conmigo? (es)
- 1968 : Operación San Antonio (es)
- 1968 : Matrimonio a la argentina (es)
- 1968 : Un muchacho como yo (es)
- 1969 : ¡Viva la vida! (es)
- 1969 : Corazón contento (es)
- 1969 : Los muchachos de antes no usaban gomina (es)
- 1970 : Amalio Reyes, un hombre (es)
- 1970 : Los muchachos de mi barrio (es)
- 1970 : Muchacho que vas cantando (es)
- 1970 : Aquellos años locos (es)
- 1971 : El veraneo de los Campanelli (es)
- 1971 : La valija (es)
- 1971 : Vamos a soñar con el amor (es)
- 1971 : La familia hippie (es)
- 1972 : Había una vez un circo (es)
- 1972 : El picnic de los Campanelli (es)
- 1972 : La sonrisa de mamá (es)
- 1973 : Hoy le toca a mi mujer (es)
- 1973 : Los padrinos (es)
- 1973 : Me gusta esa chica (es)
- 1974 : Yo tengo fe (es)
- 1975 : No hay que aflojarle a la vida (es)
- 1975 : Las procesadas (es)
- 1975 : La super, super aventura (es)
- 1976 : Los chicos crecen (es)
- 1977 : Así es la vida (es)
- 1977 : Las locas (es)
- 1978 : La mamá de la novia (es)
- 1979 : Los drogadictos (es)
- 1980 : Frutilla
- 1981 : Sucedió en el fantástico Circo Tihany (es)
- 1981 : Ritmo, amor y primavera (es)
- 1982 : Los fierecillos indomables (es)
- 1983 : Los extraterrestres (es)
- 1983 : Los fierecillos se divierten (es)
- 1984 : Sálvese quien pueda (es)
- 1984 : Los reyes del sablazo (es)
- 1985 : Las barras bravas (es)
- 1985 : Mingo y Aníbal contra los fantasmas (es)
- 1985 : Miráme la palomita (es)
- 1986 : Mingo y Aníbal en la mansión embrujada (es)
- 1986 : Rambito y Rambón, primera misión (es)
- 1986 : Los colimbas se divierten (es)
- 1987 : Galería del terror (es)
- 1987 : Los colimbas al ataque (es)
- 1988 : El profesor punk (es)
- 1988 : Atracción peculiar (es)
- 1991 : Delito de corrupción (es)

### Producteur
- 1950 : Bólidos de acero (es) de Carlos Torres Ríos (es)
- 1952 : La niña de fuego (es) de Carlos Torres Ríos (es)
- 1956 : Le Protégé (El protegido) de Leopoldo Torre Nilsson